# Eucosmophora pouteriae
Eucosmophora pouteriae là một loài bướm đêm thuộc họ Gracillariidae. Nó được tìm thấy ở Costa Rica.
Chiều dài cánh trước là 3.2-3.6 mm đối với con đực và 3.7 mm đối với con cái.
Ấu trùng ăn Pouteria campechiana. Chúng ăn lá nơi chúng làm tổ. 